# Mistrzostwa Polski w Badmintonie 1970
7. Mistrzostwa Polski w Badmintonie 1970 odbyły się w dniach 21–22 listopada 1970 w Andrychowie.

## Medaliści
| Konkurencja:            | Złoto:                                          | Srebro:                                                       | Brąz: |
| gra pojedyncza kobiet   | Irena Karolczak (Wrocław)                       | Maria Domańska (Kraków)                                       | Teresa Masłowska (Warszawa) Lidia Baczyńska (Wrocław)                                                    |
| gra pojedyncza mężczyzn | Wiesław Świątczak (Łódź)                        | Andrzej Domagała (Wrocław)                                    | Zbigniew Śmilgin (Szczecin) Jan Makarus (Szczecin)                                                       |
| gra podwójna kobiet     |                                                 |                                                               | |
| gra podwójna mężczyzn   | Jerzy Przybylski (Poznań) Lech Woźny (Poznań)   | Marek Danowski (Warszawa) Rudolf Ogrodzki (Warszawa)          | Zbigniew Śmilgin (Szczecin) Marek Złomko (Szczecin) Włodzimierz Kacprzak (Łódź) Jerzy Szczerbicki (Łódź) |
| gra mieszana            | Jan Makarus (Szczecin) Jolanta Proch (Szczecin) | Bogusław Żołądkowski (Warszawa) Bogumiła Chodownik (Warszawa) | Wiesław Świątczak (Łódź) Wanda Wegner (Łódź) Grzegorz Grzybowski (Poznań) Krystyna Bednarek (Poznań)     |